# 다카쓰구
다카쓰구(일본어: 高津区)는 일본 가나가와현 가와사키시의 구이다.

## 지리
가와사키시의 중앙에 위치한다. 나카하라구, 다마구, 미야마에구와 접하고 요코하마시 고호쿠구, 쓰즈키구, 도쿄도 세타가야구와 접한다.

## 교통

### 철도
- 동일본 여객철도
  - 난부선

- 도큐 전철
  - 덴엔토시선
  - 오이마치선

### 도로
- 국도 246호선
- 국도 409호선
- 국도 466호선